# 歐洲聯盟聯邦化
歐洲聯盟聯邦化（英語：Federalisation of the European Union），又称歐洲聯邦主義（Eurofederalism），是指將欧洲联盟转变成類似於美國的聯邦制國家的政治主張。自1950年代以來， 歐洲一體化的發展產生了歐洲經濟共同體這一個超國家的行政制度，其下屬的機構表現出了許多跨國家主義的特徵。然而，隨著1993年馬斯特里赫特條約的訂定，新的政府引進了聯邦系統，使得歐洲聯盟的範疇更難以界定。歐洲聯盟是藉由國家與超國家主義而運作的，稱不上是真正的聯邦；然而有持不同意見的學者將其看作一個有特色的聯邦制。

## 歷史
歐洲國家構想的首次出現是在理查德·尼古拉斯·冯·康登霍维-凯勒奇伯爵1923年的著作《泛歐洲宣言》他的思想對阿里斯蒂德·白里安有很大影響，1929年9月8日他在國際聯盟代表歐洲聯邦發言。1930年，他為法國政府寫下備忘錄“歐洲聯邦的體系建立”
第二次世界大戰後，西歐國家間對於歐洲統合的呼聲越來越高，許多人認為這是拒絕民族主義的極端形式，將會對歐洲大陸造成嚴重破壞1946年9月9日溫斯頓·邱吉爾在瑞士蘇黎世大學發表演講，要求美國務必支援歐洲 
實際上，首批成功的歐洲合作案例始於1951年的歐洲煤鋼共同體。從那時起，歐洲共同體由其一系列的政策而逐漸演變為聯盟，其成員國希望在這種合作中受益。
政府間集中權力的過程在於協調不同國家的政策，創造和實踐跨國家機構，這個過程被稱為歐洲統合。1983年的宣言，含糊的闡述了他們的目的，即構建“前所未有的緊密聯盟”－歐洲聯盟，但歐洲聯盟（指其成員國政府）對於要建立聯邦或是邦聯，卻沒有制定任何實際的政策。
有關歐洲統一的辯論往往模糊了歐洲一詞的界定。歐洲這個名詞被廣泛用作歐洲聯盟的同義辭，儘管並非所有歐洲大陸的國家皆有加入歐盟。

### 加速統合
有論文曾指出「歐洲正快速整合」，設想了一種不同類型的歐洲統合，即部分歐盟國家迫切希望有個更完整的歐盟，因此想要加快自己的整合，而其他國家則轉而實行慢速整合甚至停止整合。目前具體的例子有歐元及申根協定，並非所有歐盟成員國都加入了歐元區及申根協定。

## 現狀
歐盟不是通稱的聯邦，而不過是各種學者觀察後得出的結論。
丹尼尔·凯莱门教授（任教於羅格斯大學）統整各領域教授處理這一問題的結論：
|  | 歐盟是個罕見的個案，聯邦制學者現在經常把歐盟作為案例，在他們的比較政治研究中（弗里德曼戈爾茨坦，2001; Fillippov，沃爾德舒克，舍夫佐娃，2004年;羅登，2005;貝德納，2006年） 。在分析歐盟是不是較鬆散的聯邦制度的過程中，其關鍵是歐盟有無和聯邦制度一樣的分離狀況 |

據約瑟夫·韋勒指出：米歇爾若斯蘭和阿蘭馬西亞諾認為歐洲法院是歐洲制度結構的一個主要動力，他使得歐盟擁有同聯邦法律等效的規範與若斯蘭指出，歐盟會員國是否能由邦聯轉化到聯邦完全取決於歐洲公民。...故而不論是邦聯抑或聯邦都是需要法律來維繫的
據湯馬斯·里塞及唐雅·伯塞爾表示：“歐盟只缺少聯邦的兩種特徵。首先，各成員國都擁有對條約的‘掌控’，即各成員國均有權修改歐盟的條約。其次，歐盟缺乏真正的‘稅收和支出’能力，換言之歐盟並沒有聯邦制的財政系統
這種觀點不只是在學術界，吉斯卡爾德斯坦發現，英國所忌諱的詞語包括歐洲憲法提及的“聯邦”一詞，其在翻譯過程中被改成了“共同體”  可以說只因為一些國家的感受有所不同聯邦就不可能存在。歐洲聯盟擁有的一些聯邦所不具備的特點，先前都已有提到。比如歐盟的預算是非常小的，所以歐盟所能支助的經濟活動很有限。
每個歐盟成員國都有各自的外交關係，並有自己的軍隊。通常歐盟成員國可因反對而退出。在某些地區，歐洲聯盟有足夠的實力控制其成員國。在許多其他案例中成員國將其主權放在高於歐盟的位置上。最重要的是在歐盟必須要得到絕對認同，即某一條約必須有歐盟絕大多數的成員同意。成員國同時還擁有法律權力以保證該條約的實行，保證在某些問題上不會影響一個國家的立場。
自1951年煤钢共同体成立以来，欧洲一体化进程一直在进行，苏联解体后更是有大批的东欧国家加入欧洲共同体，这种情况一直持续到2016年，在这一年的英国公投决定脱离欧盟，给欧洲一体化进程造成不小的打击，而后在美国的影响下组建欧洲军队的计划也被迫停滞。不少西北欧国家也因为不满欧盟给联盟内经济欠发达国家的补贴，也打算效仿英国举行公投脱离欧盟，欧洲一体化进程面临挑战。

## 組織
支持歐洲聯邦主義的組織包括：
- Volt Europa

## 外部連結
- 歐洲聯邦後援聯盟
- 歐洲合眾國
- 歐洲一體化：威斯特伐利亞合作或聯邦化？
- 政治講話維克多雨果：雨果，我的復仇是博愛！
- 尤尔根·哈贝马斯：建立一個歐洲聯邦，signandsight.com
- 風暴對歐洲聯邦的呼籲，英國廣播公司新聞網，2000年5月13號
- 分析：什麼歐洲聯邦會是什麼樣子？